# Église Saint-André-et-Saint-Vincent-de-Paul de Châtillon-sur-Chalaronne
Pour les articles homonymes, voir église Saint-André.
L'église Saint-André-et-Saint-Vincent-de-Paul est une église catholique située en France sur la commune de Châtillon-sur-Chalaronne, dans le département de l'Ain, en région Auvergne-Rhône-Alpes.
Elle fait l'objet d'un classement au titre des monuments historiques depuis le 14 avril 1909.

## Description
Commencée dès 1272, elle s’est agrandie jusqu'au quinzième siècle. De style gothique flamboyant assez sobre, elle est construite en carrons savoyards (briques). Une façade triangulaire surmontée d’une tourelle octogonale lui confère une certaine originalité. Elle est percée d’un grand portail, d’accès encadré, d’une arcade en ogive et surmonté d’un vitrail en rosace.
De nombreux vitraux du dix-neuvième siècle retracent la vie et l’œuvre de saint Vincent de Paul, affectataire de l'église en 1617. Comme la plupart des églises de l'Ain, son clocher est démoli en 1794 sur ordre d'Antoine-Louis Albitte par décret du 4 pluviôse de l'an II et ne sera jamais reconstruit. Une couverture métallique réalisée à l'économie marque son emplacement.
Plusieurs statues de grande valeur artistique ornent l’église : une Vierge à l'Enfant en bois du dix-septième, des bois peints des seizième et dix-huitième et un saint Sébastien en noyer, œuvre datée de 1910 de Jean Tarrit, sculpteur châtillonnais.
Un orgue de très belle facture et en constante évolution, érigé en 1996, permet d’accompagner les offices religieux et d’offrir aux amateurs plusieurs concerts par an.
L'ancien premier syndic Philibert Collet est enterré dans la chapelle côté de l’évangile.

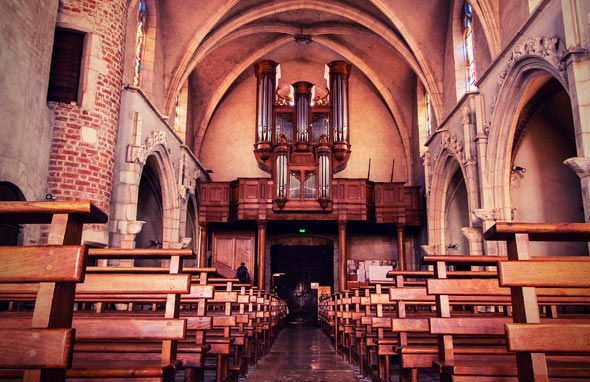
Vue de l'orgue

## Protection
L'église fait l’objet d’un classement au titre des monuments historiques depuis le 14 avril 1909.

## Projet de restauration
Face au constat de dégradation avancée de certaines parties du bâtiment, l'association ARECC, composée de bénévoles, œuvre depuis 2018 pour un projet de restauration de l'église.
En 2023, est entrepris un diagnostic immobilier du bâtiment par un cabinet d'architectes du patrimoine.

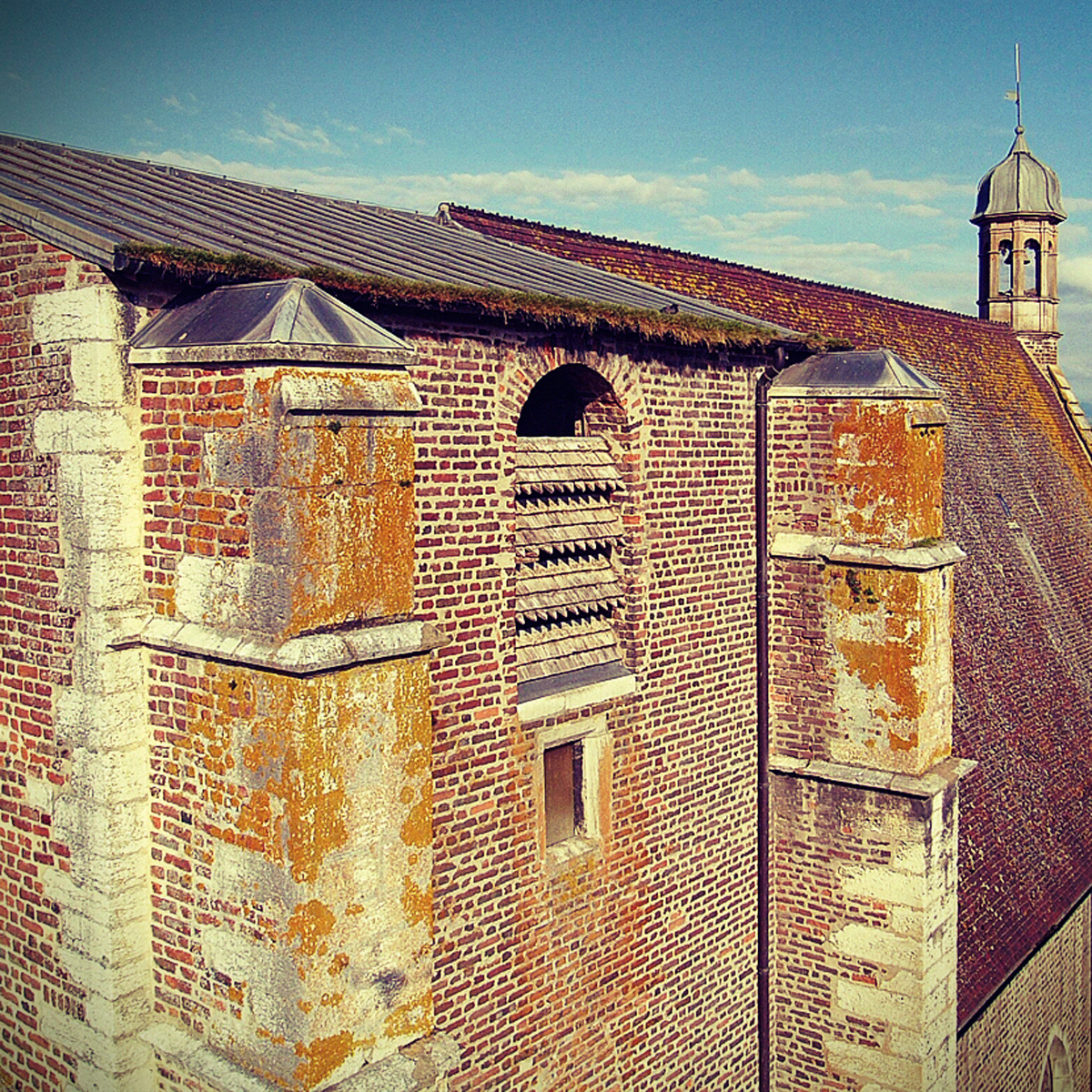
Vue de l'emplacement de l'ancien clocher